# Louis Poinsot
Louis Poinsot (n. 3 ianuarie 1777, Paris, Regatul Franței – d. 5 decembrie 1859, Paris, Franța) a fost un matematician francez cu contribuții în domeniul mecanicii raționale.
I se datorează noțiunea cuplu de forțe (1804). A mai definit și noțiunea axă centrală a unui sistem de forțe (1806) prin dreapta loc geometric al punctelor pentru care forța rezultantă și momentul rezultant sunt colineare.

## Opere
- Éléments De Statique. Calixte-Volland, Paris 1803
- Théorie Nouvelle de la rotation des corps. Bachelier, Paris 1834